# تل الاحلام
 تل الأحلام هي رواية – شبه سيرة ذاتية للكاتب الويلزي آرثر ماشين

## ملخص الحبكة
تروي الرواية حياة الشاب لوسيان تايلور مع التركيز على طفولته الحالمة في ريف ويلز في بلدة تستند إلى كارليون The Hill of Dreams العنوان هو حصن روماني قديم حيث يتمتع لوسيان برؤى حسية غريبة، بما في ذلك رؤى المدينة في زمن بريطانيا الرومانية. في وقت لاحق، تصف الرواية محاولات لوسيان لكسب العيش كمؤلف في لندن. ويعاني الفقر والمعاناة في السعي وراء الفن والتاريخ.

## الدلالة الادبية والنقد
«تل الأحلام» لم يُلاحظ سوى القليل عند نشره في عام 1907 باستثناء مراجعة متوهجة بواسطة ألفريد دوغلاس.الفرد دوغلاس. تمت كتابته في الواقع بين عامي 1895 و 1897 ويحتوي على عناصر من أسلوب منحط وحركة جمالية من الفترة، والتي شوهدت من خلال انشغالات ماشين الروحاني أعجب اللورد دانسني بتل الأحلام وكتب مقدمة لرواية أعيد طبعها عام 1954. في هنري ويونيو، أخبر هنري ميلر.أناييز نين عن تل الأحلام.
وفقًا لموقع أصدقاء آرثر ماشين، فإن الرواية
تكاد تكون من دون شك أهم أعمال ماشين وتأثيرها. لوسيان تايلور، البطل، ملعون إما من خلال الاتصال بعالم «آخر» وثني جنسيًا أو من خلال شيء منحط بطبيعته، والذي يعتقد أنه «فون». يصبح كاتبًا، وعندما ينتقل إلى لندن يصبح محاصرًا بالواقع المتزايد للتخيلات المظلمة لهذا المخلوق بداخله، والتي تصبح حقيقية. رسم ماشين بغزارة في سنواته الأولى في ويلز ولندن، والكتاب ككل هو استكشاف من خلال الخيال لمصير محتمل تجنبه شخصيًا. إحدى الاستكشافات الأولى في الخيال لشخصية الفنان المحكوم عليه بالفشل، والتي تعد سيرة ذاتية جزءًا من تسعينيات القرن التاسع عشر المنحلة.

## روابط خارجية
- كتاب مجاني: The Hill of Dreams على ستاندرد إي بوكس
- كتاب مجاني: The Hill of Dreams على مشروع غوتنبرغ
- مقطع صوتي مجاني لكتاب The Hill of Dreams على موقع ليبري فوكس